# Zuja
Zuja (ukr. i ros. Зуя) – osiedle typu miejskiego na Ukrainie, w Autonomicznej Republice Krymu (de iure stanowiącej integralną część państwa ukraińskiego, w 2014 anektowanej przez Rosję i odtąd funkcjonującej jako Republika Krymu), w rejonie sakskim. W 2001 liczyło 6938 mieszkańców, wśród których 332 wskazało jako ojczysty język ukraiński, 4639 rosyjski, 1428 krymskotatarski, 3 mołdawski, 2 bułgarski, 9 białoruski, 13 ormiański, 2 gagauski, 11 grecki, 2 niemiecki, 34 inny, a 463 osoby się nie zadeklarowały. Według spisu ludności przeprowadzonego przez okupacyjne władze rosyjskie populacja w 2014 wynosiła 6230, a w 2021 - 6621 osób.